# Alekšince
Alekšince este o comună slovacă, aflată în districtul Nitra din regiunea Nitra. Localitatea se află la altitudinea de 162 m deasupra n.m. și se întinde pe o suprafață de 15,07 km2. 

## Istoric
Localitatea Alekšince este atestată documentar din 1156.

## Demografie
| An:                | 1994 | 2004   | 2014   | 2024   |
| ------------------ | ---- | ------ | ------ | ------ |
| Număr de persoane: | 1602 | 1708   | 1682   | 1802   |
| Diferență:         |      | +6,61% | −1,52% | +7,13% |

| An:                | 2023 | 2024   |
| ------------------ | ---- | ------ |
| Număr de persoane: | 1762 | 1802   |
| Diferență:         |      | +2,27% |